# Паисий (Лапшин)
Епископ Паисий (в миру Прокопий Федотович Лапшин; не позднее 1844 — 17 апреля 1907, Черемшаны, Саратовская губерния) — епископ Древлеправославной Церкви Христовой (старообрядцев, приемлющих белокриницкую иерархию), епископ Саратовский и Астраханский.

## Биография
12 февраля 1864 года рукоположён во священники архиепископом Антонием (Шутовым).
В 1874 году был избран первым председателем «Братства Честнаго и Животворящего Креста».
В 1880-х годах являлся членом Духовного совета. В 1883 году он был избран штатным священником в храмы Рогожского кладбища.
В конце 1883 — начале 1884 года был возведён в сан протоиерея.
24 сентября 1885 года принял постриг с именем Паисий и был рукоположён архиепископом Савватием в епископа Саратовского и Астраханского.
В октябре 1898 года в Москве принял участие в Освященном Соборе «старообрядствующих епископов Российской области».
В 1901 году принял схиму.
Скончался 17 апреля 1907 года и похоронен на Черемшане.